# Kapverdeseglare
Kapverdeseglare (Apus alexandri) är en liten fågel inom familjen seglare. Den är endemisk för Kap Verdeöarna utanför Västafrikas kust där den förekommer året runt, även om observationer gjorts i Västafrika under torrperioder. IUCN kategoriserar den som livskraftig trots sitt begränsade utbredningsområde.

## Utseende, fältkännetecken och läte
Kapverdeseglaren mäter 13 centimeter och har ett vingspann på 34-35 centimeter. Fjäderdräkten är gråbrun med ett stort ljust parti på hakan. I jämförelse med andra seglare som förekommer på öarna är den mindre, med kortare vingar och en grundare kluven stjärt. I flykten upplevs den som fladdrigare och förflyttar den sig mindre direkt än andra seglare i området. Den har ett högfrekvent läte.

## Utbredning och status
Kapverdeseglare har observerats ifrån alla Kap Verdes öar förutom Santa Luzia, men förmodligen häckar den bara på öarna Santiago, Fogo, Brava, Santo Antão och São Nicolau. I sitt utbredningsområde är den generellt vanligt förekommande med en stabil population och den bedöms inte som hotad av IUCN utan kategoriseras som livskraftig (LC). Kapverdeseglaren är med största sannolikhet en stannfågel men flyttar möjligtvis till Västafrika under torrperioder.

## Ekologi
Kapverdeseglaren förekommer flygande i flockar över alla Kap Verdes olika biotoper i jakt på insekter. Den placerar sitt rede i en bergsskreva, grotta eller i håligheter i byggnader. Boet är runt och byggs av gräs och fjädrar. Äggen är vita och kullstorlekar på två ägg har observerats.

## Taxonomi
Den beskrevs taxonomiskt första gången 1901 av Ernst Hartert som en underart till enfärgad seglare (Apus unicolor). Den har även behandlats som underart till tornseglare (Apus apus) men behandlas numera oftast som en egen art.

## Namn
Kapverdeseglare har fått sitt vetenskapliga artepitet alexandri för att hedra Boyd Alexander, en engelsk ornitolog som ledde två expeditioner till Kap Verde 1897.